# Tante Tula
Tante Tula (spanisch La tía Tula) ist ein spanischer Spielfilm in Schwarzweiß unter Regie von Miguel Picazo nach dem gleichnamigen Roman (1921) von Miguel de Unamuno. Picazo hatte auch das Drehbuch verfasst, zusammen mit Luis Sanchez Enziso und José López Moreno. Die Hauptrollen sind mit Aurora Bautista, Carlos Estrada und Irene Gutiérrez besetzt. In Spanien kam der Film zum ersten Mal am 21. September 1964 ins Kino; in Deutschland hatte er seine Premiere am 9. Januar 1967 im Zweiten Deutschen Fernsehen.

## Handlung
Auf staksigen Beinen „läuft“ ein Kranz die Straße entlang – der kleine Junge, der ihn trägt, verschwindet beinahe hinter dem Ungetüm. Im Trauerhaus herrscht die Geschäftigkeit des Todes: das Klappern des Sargdeckels, verhaltenes Schluchzen, geflüsterte Beileidsworte und das Tappen vieler Füße. Einen Augenblick verhält beim Tod eines Menschen das Pendel der Zeit.
Mit dem Vorspann geht das Leben weiter. An die Stelle seiner verstorbenen Frau ist Rosas hübsche 31-jährige Schwester Tula getreten. Vorbehaltlos nimmt sie sich ihres Schwagers und seiner nunmehr mutterlosen Kinder Tulita und Ramirin an. Energisch und resolut ergreift sie das Regiment, erzieht die Kinder und kümmert sich um den Schwager. Einen alten Verehrer lässt sie abblitzen. Mit der Übernahme der Pflichten ihrer Schwester verzichtet sie auf das eigene Glück. Und sie übersieht völlig, in welch eigenartige Situation sie sich bringt: eine ledige Frau im Hause eines verwitweten Mannes.
Innerhalb der Mauern weiß Tula jedoch ihren Platz zu behaupten. Ramiros sexuelle Übergriffe stoßen sie ab, verletzen ihre jungfräulichen Gefühle. Nur im Krankenzimmer, in das sie „die Pflicht“ ruft, duldet sie die Intimität von Bett und Nachtgewand. Ihre neue Aufgabe für die Kinder allein – das macht Tula unmissverständlich klar – ist es, die sie an den Platz der toten Schwester gestellt hat. Als Ramiro um sie wirbt, findet sie sein Verhalten gemein und abstoßend; für ihr „Opfer“ verlangt sie Achtung und Dankbarkeit, keine Leidenschaft. Auch die Vorhaltungen ihres Beichtvaters, der ihr zur Heirat rät, weist sie zurück und nimmt es in Kauf, des Hochmuts und der Selbstgerechtigkeit geziehen zu werden. Erst Ramiros Überfall auf ihre Tugend, der nur durch ihre zornige Gegenwehr misslingt, macht sie nachdenklich. Doch nun ist es zu spät. Ramiro wird die kleine Base Juanita heiraten, das Mädchen, das er – halb aus Verzweiflung über Tulas Abweisung – verführte.

## Rezeption
Das Lexikon des Internationalen Films zieht das Fazit:

„Ein fesselndes Porträt einer Frau, die ganz und gar von der überkommenen Tradition geprägt ist. Inszenatorisch wie thematisch bemerkenswert, beschreibt der Film mit Takt und Feingefühl die Stationen ihrer Täuschung und überläßt es dem Zuschauer, gesellschaftskritische Bezüge herzustellen.“

Voll des Lobes zeigt sich auch der Evangelische Film-Beobachter:

„Dank der ausgezeichneten Darsteller und einer einfühlsamen Kamera gelingt dem Regisseur eine vortreffliche, die Tiefen auslotende Schilderung der spanischen Kleinstadtgesellschaft mit ihren Schranken und Konventionen.“

1964 wurde der Film auf dem Festival Internacional de Cine de San Sebastián mit der silbernen Muschel für die beste Regie ausgezeichnet.